# Rúben Neves
Rúben Diogo da Silva Neves (* 13. března 1997 Mozelos), známý jako Rúben Neves, je portugalský profesionální fotbalista, který hraje na pozici záložníka za saúdskoarabský klub Al Hilal FC a za portugalský národní tým.

## Klubová kariéra

### Porto

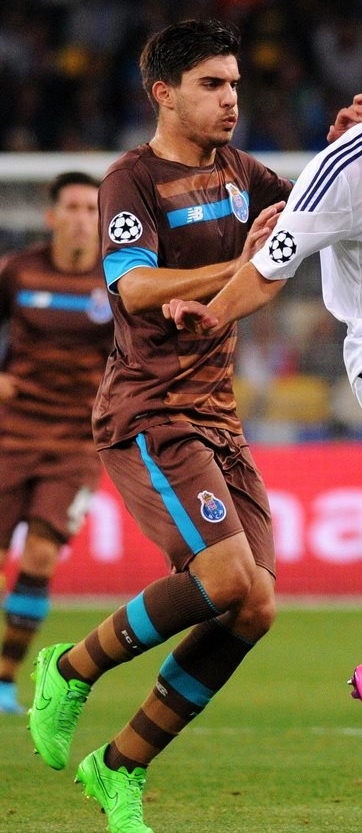
Neves hrající za Porto (2015)

Neves, narozený v Mozelosu, okresu Aveiro, fotbalově vyrostl v FC Porto, do akademie klubu vstoupil ve věku 8 let. Během svého působení v klubu strávil sezónu na hostování v klubu Padroense, kde působil v kategorii do 16 let. Během svého působení v mládežnických týmech Porta ho Luís Castro, trenér B-týmu, popsal jako hráče s „mimořádnými mentálními vlastnostmi, které jdou ruku v ruce s jeho technickými a taktickými dovednostmi“.
Před sezónou 2014/2015 Neves přešel z výběru do 19 let do B-týmu rezervami. Po zranění Mikela Agua ho však trenér Julen Lopetegui povolal k přípravným zápasům hlavního týmu. Dne 15. srpna 2014, ve věku 17 let a 5 měsíců, debutoval v Primeira Lize, když odehrál celých 90 minut a vstřelil gól, kterým pomohl k domácímu vítězství 2:0 proti Marítimu - se stal nejmladším hráčem v historii klubu, který vstřelil gól v této soutěži. O pět dní později odehrál svůj první zápas v Lize mistrů při vítězství 1:0 nad Lille, čímž zlomil další rekord (dříve držený Cristianem Ronaldem) tím, že se stal nejmladším Portugalcem, který kdy v Lize mistrů nastoupil.
10. prosince 2014, během zápasu skupinové fáze Ligy mistrů proti Šachtaru Doněck, utrpěl zranění pravého kolena po kolizi s Alexem Teixeirou. Na konci zápasu klub uvedl, že utrpěl podvrtnutí kolena se zjevným poškozením vnitřního bočního vazu. Poté, co strávil téměř měsíc léčením zranění, se vrátil na hřiště při domácím vítězství 3:1 nad União da Madeira v Taça da Liga; po jeho zranění, byla jeho role ve středu hřiště obsazena Casemirem; ve zbytku sezóny strávil většinu času na lavičce.
20. října 2015, ve věku 18 let a 221 dní, se Neves stal nejmladším hráčem, který začal zápas s kapitánskou páskou v Lize mistrů, a pomohl Portu vyhrát 2:0 proti Maccabi Tel Aviv ve skupinové fázi; překonal předchozího držitele rekordu Rafaela van der Vaarta, který ji držel od 16. září 2003. 5. prosince, při výhře 2:1 nad Paços de Ferreira, překonal další rekord tím, že se stal nejmladším hráčem, který v klubu odehrál 50 zápasů.
Neves vstřelil svůj druhý soutěžní gól 3. února 2016 v zápase semifinále Taça de Portugal proti Gil Vicente.

### Wolverhampton

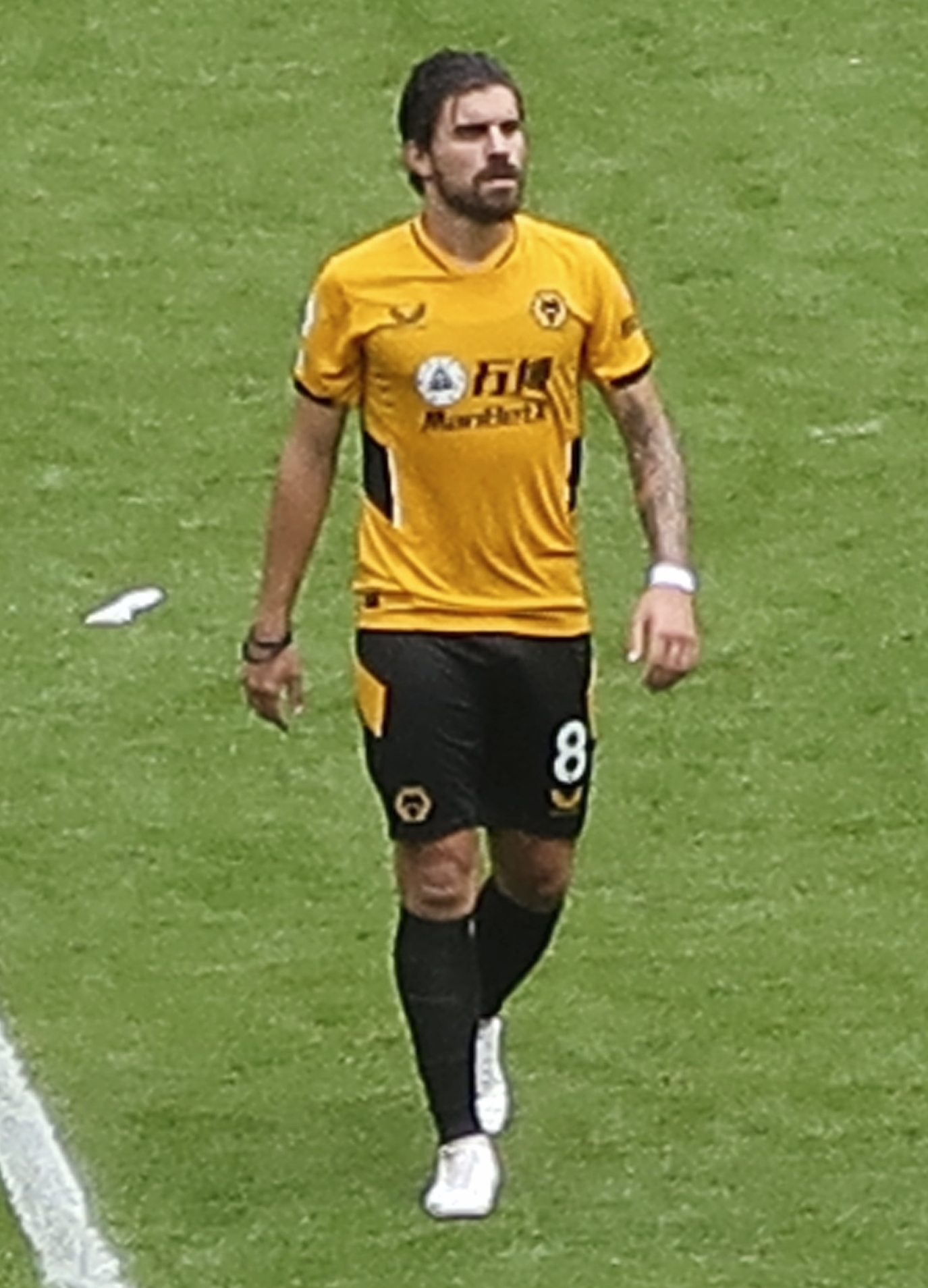
Neves v dresu Wolverhamptonu (2021)

Dne 8. července 2017 oznámil tiskový mluvčí Wolverhamptonu Wanderers, týmu anglické EFL Championship, že tým odkoupil Nevese za nezveřejněný poplatek, který se předpokládá okolo 16 milionu liber - klubový a i ligový rekordní poplatek za přestup. Po připojení k týmu se znovu setkal s bývalým manažerem Porta Nunem Espíritem Santem. Svůj první gól vstřelil 15. srpna při vítězství 3:2 nad Hullem City.
V dubnu 2018 byl Neves nominován na ocenění Hráč Sezóny EFL Championship a Mladý hráč sezóny EFL Championship, a byl také zařazen do Jedenáctky sezóny, spolu se spoluhráči Conorem Coadym a Johnem Ruddym. Jeho tým postoupil do nejvyšší anglické soutěže jako šampióni, přičemž Neves zaznamenal šest gólů ve 42 zápasech, z nichž všechny vstřelil z pozic mimo šestnáctku; v závěru sezóny získal "hattrick" klubových ocenění za Hráče sezóny, Hráče sezóny podle hráčů a Gól sezóny. 7. dubna 2019 bylo také oznámeno, že Neves získal za svůj gól vstřelený proti Derby County v dubnu 2018 na Molineux Stadium ocenění za Gól roku EFL Championship (za rok 2018).
Wolves oznámili, že Neves podepsal novou smlouvu v červenci 2018, čímž si jej klub pojistil až do roku 2023. V prvním zápase nové sezóny vstřelil Neves svůj první gól v Premier League a asistoval na gól Raúla Jiméneze v jeho soutěžním debutu, v zápase proti Evertonou. V tomto zápase padl ligový rekord, protože v základní sestavě Wolverhamptonu nastoupil Neves společně s jeho 4 krajany, Ruiem Patríciem, Joãoem Moutinhem, Diogem Jotou a Hélderem Costou, což je největší počet portugalských hráčů v základní sestavě v Premier League.
6. října 2018 Neves odehrál svůj 50. zápas za Wolverhampton, v tomto zápase asistoval u jediného gólu utkání proti Crystal Palace. V lednu 2019, vstřelil vítězný gól proti Liverpoolu na Molineuxu v FA Cupu, tento gól byl návštěvníky webu BBC Sport zvolen nejlepším z třetího kola tohoto poháru.
Dne 25. září 2019 byl Neves poprvé kapitánem Wolves, když vedl tým v nepřítomnosti pravidelného kapitána Conora Coadyho, v zápase třetího kola EFL Cupu.
Neves odehrál 100. utkání v Premier League 6. března 2021 proti Aston Ville, zápas skončil bezbrankovou remízou.

### Al Hilal
Dne 19. června 2023 Neves přestoupil do saúdskoarabského klubu Al Hilal FC za 55 milionů Eur, kde podepsal smlouvu na 3 roky.

## Reprezentační kariéra

### Mládež

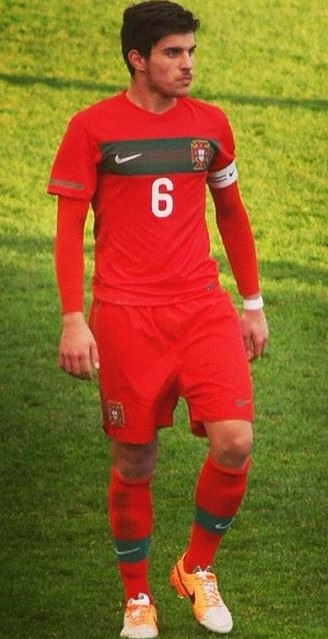
Neves hrající za Portugalsko U17 (2014)

Neves reprezentoval Portugalsko na Mistrovství Evropy do 17 let v roce 2014 a pomohl zemi dosáhnout semifinále jako kapitán týmu. Za své výkony byl vybrán mezi nejlepší desítku talentů turnaje výběrem reportérů UEFA.
Dne 29. srpna 2014, stále ve věku 17 let, byl Neves trenérem Ruiem Jorgeem povolán, aby se stal součástí týmu do 21 let. Svůj první gól vstřelil 14. října v zápase proti Nizozemsku v kvalifikaci na Mistrovství Evropy UEFA 2015 do 21 let.
Když začalo Mistrovství Evropy v České republice, Neves překonal další rekord tím, že se stal nejmladším hráčem, který debutoval za portugalský tým do 21 let, ve věku 18 let a 3 měsíce, hraním pěti minut v zápase proti Anglii v prvním zápase v základní skupině. Byly to jeho jediné odehrané minuty na turnaji, přestože jeho tým dosáhl finále, ve kterém však po penaltách vypadli s reprezentací Švédska.

### Seniorská reprezentace
Neves byl poprvé povolán do A-týmu dne 10. listopadu 2015, před přátelskými zápasy proti Rusku a Lucembursku, jako náhradník za zraněného Joãoa Moutinha. Svůj debut provedl již v zápase proti Rusům, odehrál 17 minut při prohře 0:1 v Krasnodaru, poté odehrál celý zápas proti Lucemburské reprezentaci na Stade Josy Barthel, když sdílel střed hřiště se spoluhráči z Porta Danilem Pereirou a Andrém Andrém.
Neves byl vybrán manažerem Fernandem Santosem do předběžného 35členného týmu pro Mistrovství světa ve fotbale 2018, ale do finálního výběru se nedostal.
Ve finále Ligy národů UEFA 2019 na domácí půdě hrál Neves v semifinálovém vítězství nad Švýcarskem, ale byl vyřazen ze startovní jedenáctky ve finále proti Nizozemsku, místo něj nastoupil defenzivnější Danilo Pereira. V tomto zápase nastoupil v prodloužení za Williama Carvalha. Portugalci zápas nakonec vyhráli 1:0 v prodloužení.

## Statistiky

### Klubové
K zápasu odehranému 9. ledna 2022
| Klub                    | Sezóna  | Liga           | Liga   | Liga | Národní pohár | Národní pohár | Ligový pohár | Ligový pohár | Evropské poháry | Evropské poháry | Celkem | Celkem |
| Klub                    | Sezóna  | Liga           | Zápasy | Góly | Zápasy        | Góly          | Zápasy       | Góly         | Zápasy          | Góly            | Zápasy | Góly   |
| ----------------------- | ------- | -------------- | ------ | ---- | ------------- | ------------- | ------------ | ------------ | --------------- | --------------- | ------ | ------ |
| Porto                   | 2014/15 | Primeira Liga  | 24     | 1    | 1             | 0             | 3            | 0            | 9               | 0               | 37     | 1      |
| Porto                   | 2015/16 | Primeira Liga  | 22     | 1    | 6             | 1             | 2            | 0            | 8               | 0               | 38     | 2      |
| Porto                   | 2016/17 | Primeira Liga  | 13     | 1    | 0             | 0             | 2            | 0            | 3               | 0               | 18     | 1      |
| Porto                   | Celkem  | Celkem         | 59     | 3    | 7             | 1             | 7            | 0            | 20              | 0               | 93     | 4      |
| Wolverhampton Wanderers | 2017/18 | Championship   | 42     | 6    | 0             | 0             | 0            | 0            | —               | —               | 42     | 6      |
| Wolverhampton Wanderers | 2018/19 | Premier League | 35     | 4    | 5             | 1             | 0            | 0            | —               | —               | 40     | 5      |
| Wolverhampton Wanderers | 2019/20 | Premier League | 38     | 2    | 2             | 0             | 1            | 0            | 13              | 2               | 54     | 4      |
| Wolverhampton Wanderers | 2020/21 | Premier League | 36     | 5    | 3             | 0             | 1            | 0            | —               | —               | 40     | 5      |
| Wolverhampton Wanderers | 2021/22 | Premier League | 18     | 1    | 1             | 0             | 1            | 0            | —               | —               | 20     | 1      |
| Wolverhampton Wanderers | Celkem  | Celkem         | 169    | 18   | 11            | 1             | 3            | 0            | 13              | 2               | 196    | 20     |
| Celkem                  | Celkem  | Celkem         | 228    | 21   | 18            | 2             | 10           | 0            | 33              | 2               | 289    | 25     |

### Reprezentační
K zápasu odehranému 14. listopadu 2021
| Portugalsko | Portugalsko | Portugalsko |
| Rok         | Zápasy      | Góly        |
| ----------- | ----------- | ----------- |
| 2015        | 2           | 0           |
| 2016        | 0           | 0           |
| 2017        | 2           | 0           |
| 2018        | 5           | 0           |
| 2019        | 7           | 0           |
| 2020        | 2           | 0           |
| 2021        | 8           | 0           |
| Celkem      | 26          | 0           |

## Ocenění
Wolverhampton
- EFL Championship: 2017/18[36]

Portugalsko
- Liga národů UEFA: 2018/19[37]

Individuální
- Jedenáctka turnaje Mistrovství Evropy ve fotbale hráčů do 17 let: 2014[38]
- Jedenáctka sezóny EFL Championship: 2017/18[39]
- Hráč roku Wolverhamptonu Wanderers: 2018